# Karin Gastinger
Karin Gastinger (ur. 11 marca 1964 w Grazu) – austriacka polityk i prawniczka, w latach 2004–2007 minister sprawiedliwości.

## Życiorys
Ukończyła studia prawnicze na Uniwersytecie Leopolda i Franciszka w Innsbrucku. Praktykowała w Villach i Klagenfurcie, następnie pracowała jako prawniczka w administracji rządowej Karyntii. W czerwcu 2004 zastąpiła Dietera Böhmdorfera na stanowisku ministra sprawiedliwości w drugim rządzie Wolfganga Schüssela. Urząd ten sprawowała do stycznia 2007. Była rekomendowana przez Wolnościową Partię Austrii, do której jednak nie należała. W 2005 dołączyła do powołanego przez Jörga Haidera Sojuszu na rzecz Przyszłości Austrii, wchodząc w skład jego ścisłego kierownictwa. Zrezygnowała z członkostwa w tym ugrupowaniu w 2006. Po odejściu z rządu pracowała w przedsiębiorstwach konsultingowych Beyond Consulting i PwC. W 2016 otrzymała nominację na sędziego Federalnego Sądu Administracyjnego.